# 双莲湖 (西藏)
双莲湖位于中国西藏自治区那曲市双湖县境内，地处双湖县北部，可可西里山南麓，金狮山东麓，南临若拉错。湖面海拔4815米，面积11.6平方公里。湖区气候干寒，年均气温-4℃，年降水量100毫米左右。湖水主要靠冰雪融水径流补给，集水区面积1080平方公里。湖水中下泄若拉错。